# Dendrophthora linearifolia
Dendrophthora linearifolia là một loài thực vật có hoa trong họ Santalaceae. Loài này được Pacz. mô tả khoa học đầu tiên năm 1911.